# Grote nachtzwaluw
De grote nachtzwaluw (Lyncornis macrotis; synoniem: Eurostopodus macrotis) is een vogel uit de familie Caprimulgidae (nachtzwaluwen).

## Verspreiding en leefgebied
Deze soort komt voor in Azië en telt 5 ondersoorten:
- Lyncornis macrotis cerviniceps: van Bangladesh en noordoostelijk India tot zuidelijk China, Indochina en noordelijk Maleisië.
- Lyncornis macrotis bourdilloni: zuidwestelijk India.
- Lyncornis macrotis macrotis: noordelijke en oostelijke Filipijnen.
- Lyncornis macrotis jacobsoni: Simeulue (nabij noordwestelijk Sumatra).
- Lyncornis macrotis macropterus: Celebes, Talaudeilanden, Sangihe-eilanden, Banggai-eilanden en de Sula-eilanden.